# Ölstadsjön (naturreservat)

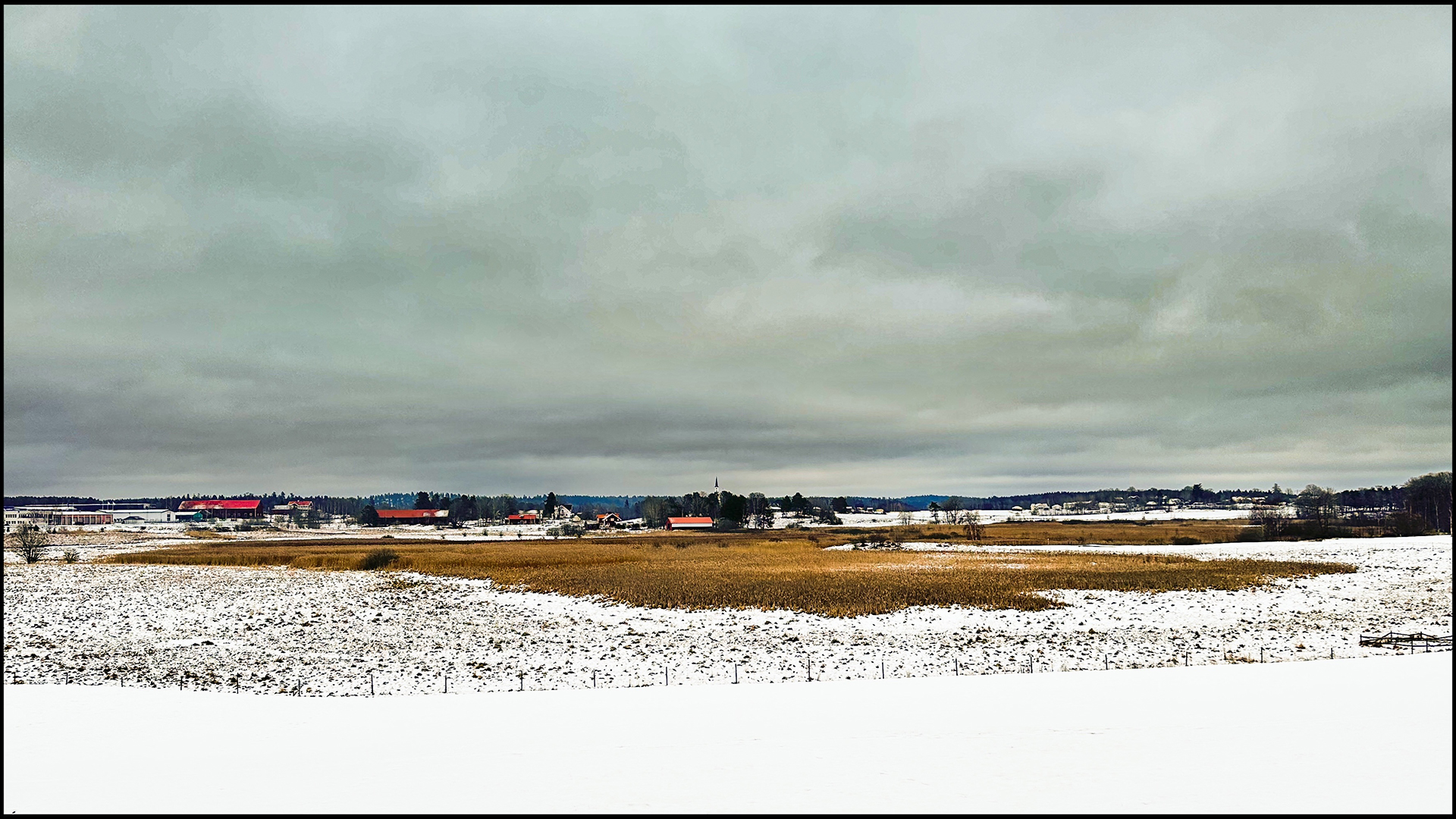

Ölstadsjön är ett naturreservat i Finspångs kommun i Östergötlands län.
Området är naturskyddat sedan 2000 och är 48 hektar stort. Reservatet omfattar den delvis igenväxta Ölstadsjön och dess strandområden. Reservatet består av sanka strandängar som utgör en fin fågellokal.